# Live at Century Plaza
Live at Century Plaza — концертный альбом американской певицы Кармен Макрей, записанный в конце декабря 1968 года в лос-анджелесском отеле Century Plaza Hotel в баре Hong Kong при участии трио, состоящего из пианиста Нормана Симмонса, барабанщика Фрэнка Северина и басиста Чака Доманико.
Компания Atlantic Records учредила и лицензировала по контракту права на шоу, но по необъяснимым причинам годами ждала, прежде чем что-либо сделать с материалом, пока исполнительный директор лейбла Несухи Эртегюн наконец не выпустил сокращенную версию в 1975 году. Альбом существует в двух версиях: вариант 1975 года, который доступен только на виниле и включает 15 треков, и расширенный релиз 1991 года, на котором добавлено девять бонус-треков.

## Отзывы критиков
| Оценки критиков | Оценки критиков |
| Источник        | Оценка          |
| --------------- | --------------- |
| AllMusic        | [ 4 ]           |

Нейтан Саузерн из AllMusic связал задержку выпуска с «отсутствием стилистической сплоченности, присутствующей сетам Макрей; в течение одного вечера, сначала при поддержке свингующего джазового трио, а затем на сольном фортепиано, она безостановочно переходит от блюзовых стандартов к босанове, бодрому темпо-попу, мелодиям конца 60-х и многому другому». По его мнению, «стилистическое разнообразие поначалу кажется резким, но те, кто готов приспособиться к интересу Макрей к сочетанию нескольких жанров, почувствуют огромное удовлетворение от представленного здесь материала». Также он рекомендовал слушать именно расширенную версию альбома, поскольку «она не только включает замечательные мелодии, но и оставляет речитатив Макрей, который демонстрирует её уникальную индивидуальность и восхитительное чувство юмора, а также её способность мгновенно расположить аудиторию к себе».
Музыкальный критик Уилл Фридуолд раскритиковал обложку альбома, заявив, что «Макрей выглядит совершенно приземистой и с лицом, как у маппета».

## Список композиций
1. «Elusive Butterfly» — 2:59
2. «Midnight Sun» — 4:55
3. «For Once in My Life» — 2:44
4. «Yesterday» — 3:09
5. «Spread to All» — 2:36
6. «The Right to Love» — 3:56
7. «If You Never Fall in Love with Me» — 4:13
8. «I’m Always Drunk in San Francisco» — 3:07
9. «Why Shouldn’t I» — 5:24
10. «I Thought About You» — 3:52
11. «The Sound of Silence» — 3:00
12. «Away, Away, Away» — 2:43
13. «Did I Ever Love» — 3:36
14. «On a Clear Day (You Can See Forever)» — 1:30

Бонус-треки переиздания 1991 года
1. «Introduction»
2. «Sweet Pumpkin»
3. «Introduction»
4. «No More Blues»
5. «Miss Otis Regrets»
6. «Satin Doll»
7. «Never Let Me Go»
8. «My Ship»
9. «Never Will I Marry»
10. «September in the Rain»

Трек «Introduction» не появляется в оригинальной версии, однако в переиздании 1991 года он идёт отдельно сразу после «I’m Always Drunk in San Francisco» и не указан как бонусный.

## Участники записи
- Кармен Макрей — вокал
- Норман Симмонс — фортепиано
- Фрэнка Северина — ударные
- Чака Доманико — бас-гитара